# Empire Exhibition (Glasgow 1938)

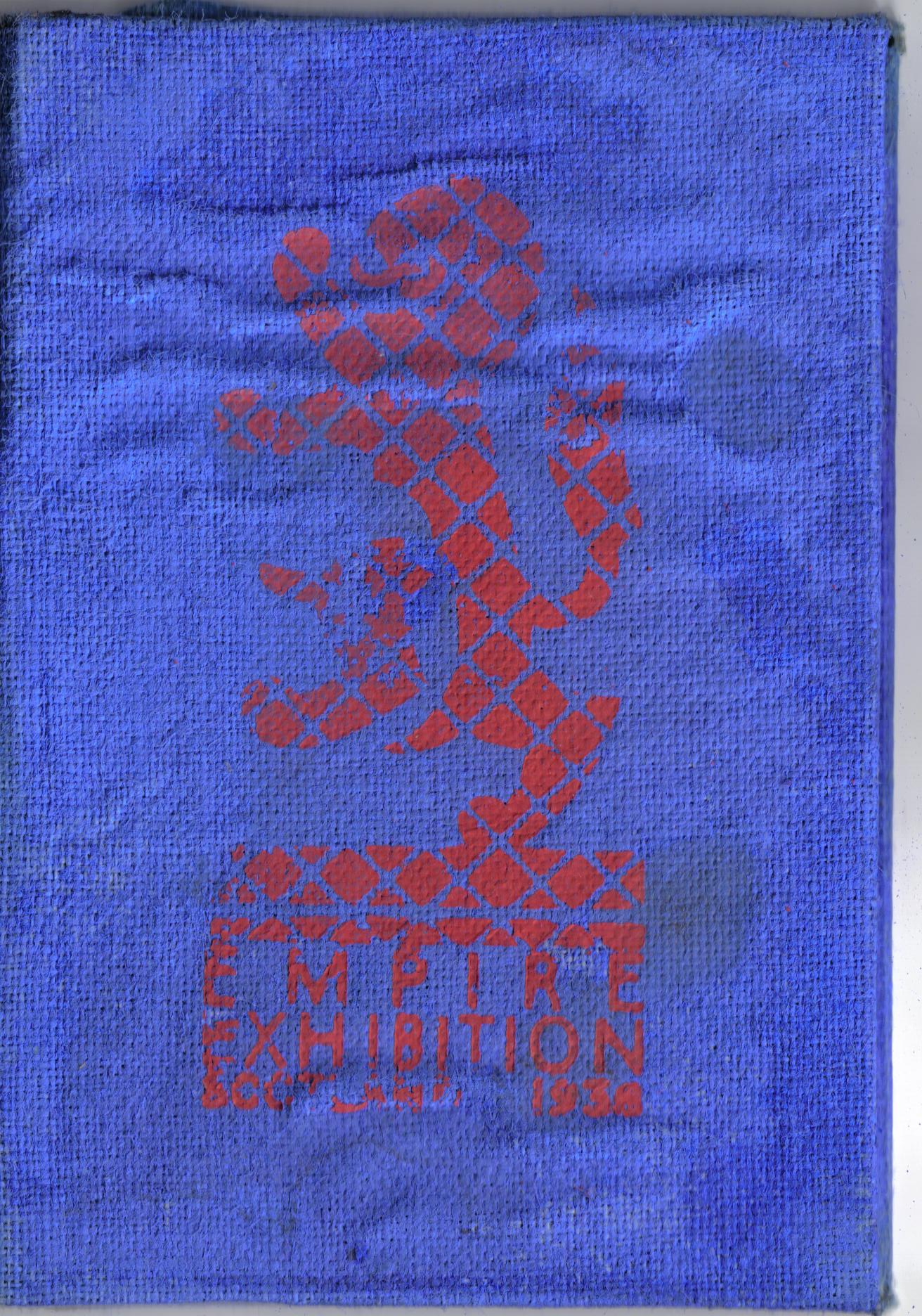
Das Logo der Ausstellung - Saisonkarte

Die Empire Exhibition, Scotland 1938 (oft auch British Empire Exhibition, Glasgow genannt) war eine internationale Ausstellung, die von Mai bis Dezember 1938 im Bellahouston Park in Glasgow stattfand. Sie markierte das Jubiläum der ersten großen International Exhibition (Glasgow 1888) 50 Jahre zuvor im Kelvingrove Park. Ungeachtet des verregneten Sommers kamen 12 Millionen Besucher. Die größten Bauwerke der Ausstellung waren das Palais der Technik und der Industriepalast, Wahrzeichen war der nach dem Chefplaner der Ausstellung Thomas S. Tait benannte Tait Tower, ein über 140 m hoher Aussichtsturm (Offizieller Name:Tower of Empire). Der Turm sollte an sich auf Dauer stehen bleiben, er wurde aber schon im Juli 1939, wahrscheinlich aus militärischen Rücksichten, wieder abgetragen. Es gab auch zahlreiche Länderpavillons des British Empire. Erhalten geblieben ist das Palais der Künste. Aus Anlass der Ausstellung wurde in einem Fußballturnier die Empire Exhibition Trophy ausgespielt.